# 诺姆·萨克林
诺姆·萨克林（英語：Norm Suckling，1938年1月14日—1964年10月10日），新西兰男子赛艇运动员。他曾代表新西兰参加1958年大英帝国和英联邦运动会赛艇比赛，获得男子双人双桨铜牌。